# WINGS FOR LIFE WORLD RUN
WINGS FOR LIFE WORLD RUN（ウイングス・フォー・ライフ ワールド・ラン）は、2014年より開催されている世界規模のランニングイベントである。

## 概要
レッドブル創設者のディートリヒ・マテシッツが設立した、脊髄損傷の治療研究を支援する非営利団体「WINGS FOR LIFE財団」を支援するためのランニングイベントで、全世界の参加費総額と同額がレッドブルを通じて同団体に寄付され、脊髄損傷の治療研究に役立てられる。第1回大会は2014年に開催され、全世界で約4億2千5百万円の参加費が集まり、その同額が寄付された。日本は2015年と2016年の2回、滋賀県高島市が開催地に選ばれている。

## 大会の特徴
ランニングイベントではあるが、一般的なものと異なる点がさまざま存在する。
世界同時開催
協定世界時でのスタート時刻のみが設定されているため、開催時間は早朝から深夜に至るまで選手によってさまざまである。
当初は世界各国に開催地が設けられていたが、2019年大会には専用のスマートフォンアプリケーション（アプリ）からの参加が可能になり、2020年大会からはアプリ参加のみで開催される。
参加資格者は18歳以上の男女。会場によっては車椅子使用者も参加可能だが、使用する車椅子は日常生活に使用しているものに限られる。
明確なゴール地点がない
通常のマラソンやランニングイベントのようなゴール地点は存在しない（厳密には上限距離が設定されるが、後述のキャッチャーカーに捕まらずに完走するためには、ウルトラマラソン100キロロードの世界最高記録を上回るペースで走る必要がある）。その代わりに、選手がスタートしてから30分後にキャッチャーカーという車両がスタートし、選手を追いかけるようにコースを走行する。キャッチャーカーに追いつかれた選手はその時点で競技終了となり、それまでに走行した距離が自身の記録となる。スタート直後のキャッチャーカーは時速15キロメートルで走行するが、一定時間が経過するごとに速度が上がり、3時間30分後には時速26キロメートルに達する（2018年大会までの最高速度は5時間30分以降の時速35キロメートル）。
アプリ上でもバーチャルキャッチャーカーが走行し、GPSで計測される参加者が走った距離がキャッチャーカーの走行距離を下回った時点で競技終了となる。
これを世界中で最後の参加者が追いつかれるまで続け、最も長い距離を走った男女各1名がワールドチャンピオンとして表彰される。2019年大会までは各会場ごとのチャンピオンも表彰され、トロフィーと副賞に加え、翌年の大会で出走する会場を選ぶ権利（交通費・宿泊費支給）が贈られた。
競技としては非常に珍しい『自分の後ろからゴールが追いかけて来る』イベントであり、言わば『全世界で同時に行われる、キャッチャーカーから逃げ続ける鬼ごっこ』とも言える。

## メディアの扱い
日本で開催された2015年と2016年はJ SPORTSで完全生中継で放送された。また、インターネットテレビのレッドブルTVでもいる。

## ワールドチャンピオン

### 実地開催時代（2019年まで）
男子
| 開催年 | 勝者               | 国籍         | 出走した国   | 走行距離          | 備考             |
| ------ | ------------------ | ------------ | ------------ | ----------------- | ---------------- |
| 2014年 | Lemawork Ketema    | エチオピア   | オーストリア | 78.58キロメートル |                  |
| 2015年 | Lemawork Ketema    | エチオピア   | オーストリア | 79.90キロメートル | 初の大会連覇     |
| 2016年 | Giorgio Calcaterra | イタリア     | イタリア     | 88.44キロメートル |                  |
| 2017年 | Aron Anderson      | スウェーデン | ドバイ       | 92.14キロメートル |                  |
| 2018年 | Aron Anderson      | スウェーデン | アメリカ     | 89.15キロメートル | ２人目の大会連覇 |
| 2019年 | Ivan Motorin       | ロシア       | トルコ       | 64.37キロメートル |                  |

女子
| 開催年 | 勝者              | 国籍       | 出走した国 | 走行距離          | 備考         |
| ------ | ----------------- | ---------- | ---------- | ----------------- | ------------ |
| 2014年 | Elise Molvic      | ノルウェー | ノルウェー | 54.79キロメートル |              |
| 2015年 | 渡邊裕子          | 日本       | 日本       | 56.33キロメートル | 日本人初優勝 |
| 2016年 | 吉田香織          | 日本       | 日本       | 65.71キロメートル |              |
| 2017年 | Dominica Stelmach | ポーランド | チリ       | 68.21キロメートル |              |
| 2018年 | Vera Nunes        | スペイン   | ドイツ     | 53.18キロメートル |              |
| 2019年 | Nina Zarina       | ロシア     | スイス     | 53.72キロメートル |              |

### バーチャル開催時代（2020年以降）
男子
| 開催年 | 勝者           | 国籍         | 走行距離          | 備考      |
| ------ | -------------- | ------------ | ----------------- | --------- |
| 2020年 | Michael Taylor | イギリス     | 69.92キロメートル |           |
| 2021年 | Aron Anderson  | スウェーデン | 66.85キロメートル | 大会3勝目 |

女子
| 開催年 | 勝者        | 国籍   | 走行距離          | 備考                 |
| ------ | ----------- | ------ | ----------------- | -------------------- |
| 2020年 | Nina Zarina | ロシア | 54.23キロメートル | 女子初の連覇         |
| 2021年 | Nina Zarina | ロシア | 60.16キロメートル | 男女通じて初の３連覇 |